# Distrikt in Sri Lanka
Die 9 Provinzen Sri Lankas sind in 25 Distrikte (singhalesisch දිස්ත්‍රික්ක, Tamil மாவட்டம்) unterteilt. Jeder Distrikt wird von einem Distriktsekretär geleitet, der von der Zentralregierung ernannt wird. Die Distrikte des Landes sind unten aufgeführt.
Die singhalesische Bevölkerungsmehrheit benutzt für die Distrikte auch den Namen Disa. Die ursprüngliche Bedeutung des Namens war Fürstentum. Die bedeutendsten dieser Disas waren Matale und Uva.
Jeder Distrikt ist wiederum in 'Divisions’ unterteilt. Diese waren ursprünglich Feudalherrschaften wie die deutschen Grafschaften. Die Divisions trugen traditionell die Bezeichnung korale und rata. Während der britischen Kolonialzeit wurden sie zuerst als ‘D.R.O. Divisions’ bezeichnet. Ihr Verwalter war der ‘Divisional Revenue Officer’. Später trugen diese die Bezeichnung 'Assistant Government Agents’ und die Divisions wurden als ‘A.G.A. Divisions’ betitelt. Heute werden die von einem ‘Divisional Secretary’ geleitet und deshalb ‘D.S. Divisions’ genannt. Ländliche D.S. Divisions werden heute von einem gewählten Regionalrat (singhalesisch 'Pradeshiya Sabha') verwaltet.

## Flächen- und Bevölkerungszahlen
| Distrikt     | Karte | Provinz             | Distrikt- Hauptort | Land- fläche in km² | Inland- wasser- fläche in km² | Gesamt- fläche in km² | Bevölkerung (2012) | Bevölkerungs- dichte pro km² |
| ------------ | ----- | ------------------- | ------------------ | ------------------- | ----------------------------- | --------------------- | ------------------ | ---------------------------- |
| Ampara       |       | Ostprovinz          | Ampara             | 4222 km²            | 193 km²                       | 4415 km²              | 649.402            | 154/km²                      |
| Anuradhapura |       | Nord-Zentralprovinz | Anuradhapura       | 6664 km²            | 515 km²                       | 7179 km²              | 860.575            | 129/km²                      |
| Badulla      |       | Uva                 | Badulla            | 2827 km²            | 34 km²                        | 2861 km²              | 815.405            | 288/km²                      |
| Batticaloa   |       | Ostprovinz          | Batticaloa         | 2610 km²            | 244 km²                       | 2854 km²              | 526.567            | 202/km²                      |
| Colombo      |       | Westprovinz         | Colombo            | 676 km²             | 23 km²                        | 699 km²               | 2.324.349          | 3438/km²                     |
| Galle        |       | Südprovinz          | Galle              | 1617 km²            | 35 km²                        | 1652 km²              | 1.063.334          | 658/km²                      |
| Gampaha      |       | Westprovinz         | Gampaha            | 1341 km²            | 46 km²                        | 1387 km²              | 2.304.833          | 1719/km²                     |
| Hambantota   |       | Südprovinz          | Hambantota         | 2496 km²            | 113 km²                       | 2609 km²              | 599.903            | 240/km²                      |
| Jaffna       |       | Nordprovinz         | Jaffna             | 929 km²             | 96 km²                        | 1025 km²              | 583.882            | 629/km²                      |
| Kalutara     |       | Westprovinz         | Kalutara           | 1576 km²            | 22 km²                        | 1598 km²              | 1.221.948          | 775/km²                      |
| Kandy        |       | Zentralprovinz      | Kandy              | 1917 km²            | 23 km²                        | 1940 km²              | 1.375.382          | 716/km²                      |
| Kegalle      |       | Sabaragamuwa        | Kegalle            | 1685 km²            | 8 km²                         | 1693 km²              | 840.648            | 499/km²                      |
| Kilinochchi  |       | Nordprovinz         | Kilinochchi        | 1205 km²            | 74 km²                        | 1279 km²              | 113.510            | 94/km²                       |
| Kurunegala   |       | Nordwestprovinz     | Kurunegala         | 4624 km²            | 192 km²                       | 4816 km²              | 1.618.465          | 350/km²                      |
| Mannar       |       | Nordprovinz         | Mannar             | 1880 km²            | 116 km²                       | 1996 km²              | 99.570             | 53/km²                       |
| Matale       |       | Zentralprovinz      | Matale             | 1952 km²            | 41 km²                        | 1993 km²              | 484.531            | 248/km²                      |
| Matara       |       | Südprovinz          | Matara             | 1270 km²            | 13 km²                        | 1283 km²              | 814.048            | 641/km²                      |
| Moneragala   |       | Uva                 | Moneragala         | 5508 km²            | 131 km²                       | 5639 km²              | 451.058            | 82/km²                       |
| Mullaitivu   |       | Nordprovinz         | Mullaitivu         | 2415 km²            | 202 km²                       | 2617 km²              | 92.238             | 38/km²                       |
| Nuwara Eliya |       | Zentralprovinz      | Nuwara Eliya       | 1706 km²            | 35 km²                        | 1741 km²              | 711.644            | 417/km²                      |
| Polonnaruwa  |       | Nord-Zentralprovinz | Polonnaruwa        | 3077 km²            | 216 km²                       | 3293 km²              | 406.088            | 132/km²                      |
| Puttalam     |       | Nordwestprovinz     | Puttalam           | 2882 km²            | 190 km²                       | 3072 km²              | 762.396            | 265/km²                      |
| Ratnapura    |       | Sabaragamuwa        | Ratnapura          | 3236 km²            | 39 km²                        | 3275 km²              | 1.088.007          | 336/km²                      |
| Trincomalee  |       | Ostprovinz          | Trincomalee        | 2529 km²            | 198 km²                       | 2727 km²              | 379.541            | 150/km²                      |
| Vavuniya     |       | Nordprovinz         | Vavuniya           | 1861 km²            | 106 km²                       | 1967 km²              | 172.115            | 92/km²                       |
| Gesamt       |       |                     |                    | 62705 km²           | 2905 km²                      | 65610 km²             | 20.359.439         | 325/km²                      |

## Ethnische Zusammensetzung der Bevölkerung
| Distrikt     | Einwohner | Singha- lesen | Singha- lesen | Sri-Lanka- Tamilen | Sri-Lanka- Tamilen | Indische Tamilen | Indische Tamilen | Moors   | Moors | Burgher | Burgher | Malayen | Malayen | Chetty | Chetty | Baratha | Baratha | Andere | Andere |
| Distrikt     | Einwohner | Zahl          | %             | Zahl               | %                  | Zahl             | %                | Zahl    | %     | Zahl    | %       | Zahl    | %       | Zahl   | %      | Zahl    | %       | Zahl   | %      |
| ------------ | --------- | ------------- | ------------- | ------------------ | ------------------ | ---------------- | ---------------- | ------- | ----- | ------- | ------- | ------- | ------- | ------ | ------ | ------- | ------- | ------ | ------ |
| Colombo      | 2.309.809 | 1.771.319     | 76,7          | 231.318            | 10,0               | 27.336           | 1,2              | 242.728 | 10,5  | 13.304  | 0,6     | 12.463  | 0,5     | 1.314  | 0,1    | 721     | 0,0     | 9.306  | 0,4    |
| Gampaha      | 2.294.641 | 2.079.115     | 90,6          | 80.071             | 3,5                | 10.879           | 0,5              | 95.501  | 4,2   | 9.898   | 0,4     | 11.658  | 0,5     | 4.093  | 0,2    | 552     | 0,0     | 2.874  | 0,1    |
| Kalutara     | 1.217.260 | 1.054.991     | 86,7          | 24.362             | 2,0                | 23.611           | 1,9              | 112.276 | 9,2   | 968     | 0,1     | 597     | 0,0     | 20     | 0,0    | 44      | 0,0     | 391    | 0,0    |
| Kandy        | 1.369.899 | 1.018.323     | 74,3          | 71.640             | 5,2                | 83.234           | 6,1              | 191.159 | 14,0  | 2.201   | 0,2     | 2.062   | 0,2     | 115    | 0,0    | 23      | 0,0     | 1.142  | 0,1    |
| Matale       | 482.229   | 389.092       | 80,7          | 24.756             | 5,1                | 23.400           | 4,9              | 44.113  | 9,1   | 376     | 0,1     | 335     | 0,1     | 29     | 0,0    | 7       | 0,0     | 121    | 0,0    |
| Nuwara Eliya | 706.588   | 279.784       | 39,6          | 31.867             | 4,5                | 375.795          | 53,2             | 17.422  | 2,5   | 770     | 0,1     | 492     | 0,1     | 49     | 0,0    | 10      | 0,0     | 399    | 0,1    |
| Galle        | 1.058.771 | 998.540       | 94,3          | 15.228             | 1,4                | 5.641            | 0,5              | 38.591  | 3,6   | 242     | 0,0     | 79      | 0,0     | 8      | 0,0    | 10      | 0,0     | 432    | 0,0    |
| Matara       | 809.344   | 763.121       | 94,3          | 8.562              | 1,1                | 11.984           | 1,5              | 25.300  | 3,1   | 177     | 0,0     | 54      | 0,0     | 3      | 0,0    | 3       | 0,0     | 140    | 0      |
| Hambantota   | 596.617   | 579.032       | 97,1          | 2.111              | 0,4                | 136              | 0,0              | 6.556   | 1,1   | 138     | 0,0     | 8.210   | 1,4     | 7      | 0,0    | 2       | 0,0     | 425    | 0,1    |
| Jaffna       | 583.378   | 3.366         | 0,6           | 577.246            | 98,9               | 499              | 0,1              | 2.139   | 0,4   | 93      | 0,0     | 5       | 0,0     | 1      | 0,0    | 0       | 0,0     | 29     | 0,0    |
| Mannar       | 99.051    | 1.961         | 2,0           | 80.568             | 81,3               | 394              | 0,4              | 16.087  | 16,2  | 19      | 0,0     | 10      | 0,0     | 0      | 0,0    | 0       | 0,0     | 12     | 0,0    |
| Vavuniya     | 171.511   | 17.191        | 10,0          | 141.269            | 82,4               | 1.292            | 0,8              | 11.700  | 6,8   | 15      | 0,0     | 5       | 0,0     | 0      | 0,0    | 0       | 0,0     | 39     | 0,0    |
| Mullaitivu   | 91.947    | 8.851         | 9,6           | 79.081             | 86,0               | 2.182            | 2,4              | 1.760   | 1,9   | 21      | 0,0     | 12      | 0,0     | 0      | 0,0    | 0       | 0,0     | 40     | 0,0    |
| Kilinochchi  | 112.875   | 962           | 0,9           | 109.528            | 97,0               | 1.682            | 1,5              | 678     | 0,6   | 1       | 0,0     | 0       | 0,0     | 0      | 0,0    | 0       | 0,0     | 24     | 0,0    |
| Batticaloa   | 525.142   | 6.127         | 1,2           | 381.285            | 72,6               | 1.015            | 0,2              | 133.844 | 25,5  | 2.794   | 0,5     | 16      | 0,0     | 3      | 0,0    | 0       | 0,0     | 58     | 0,0    |
| Ampara       | 648.057   | 251.018       | 38,7          | 112.750            | 17,4               | 165              | 0,0              | 282.484 | 43,6  | 849     | 0,1     | 176     | 0,0     | 4      | 0,0    | 1       | 0,0     | 610    | 0,1    |
| Trincomalee  | 378.182   | 101.991       | 27,0          | 115.549            | 30,6               | 6.531            | 1,7              | 152.854 | 40,4  | 815     | 0,2     | 364     | 0,1     | 14     | 0,0    | 0       | 0,0     | 64     | 0,0    |
| Kurunegala   | 1.610.299 | 1.471.339     | 91,4          | 18.763             | 1,2                | 3.582            | 0,2              | 113.560 | 7,1   | 711     | 0,0     | 1.083   | 0,1     | 92     | 0,0    | 28      | 0,0     | 1.141  | 0,1    |
| Puttalam     | 759.776   | 559.031       | 73,6          | 47.523             | 6,3                | 2.503            | 0,3              | 146.820 | 19,3  | 1.481   | 0,2     | 592     | 0,1     | 187    | 0,0    | 206     | 0,0     | 1.433  | 0,2    |
| Anuradhapura | 856.232   | 778.131       | 90,9          | 5.065              | 0,6                | 957              | 0,1              | 70.248  | 8,2   | 187     | 0,0     | 158     | 0,0     | 17     | 0,0    | 44      | 0,0     | 1.425  | 0,2    |
| Polonnaruwa  | 403.335   | 365.476       | 90,6          | 7.356              | 1,8                | 1.190            | 0,3              | 29.060  | 7,2   | 86      | 0,0     | 46      | 0,0     | 1      | 0,0    | 1       | 0,0     | 119    | 0,0    |
| Badulla      | 811.758   | 593.120       | 73,1          | 20.335             | 2,5                | 149.662          | 18,4             | 45.886  | 5,7   | 904     | 0,1     | 1.288   | 0,2     | 43     | 0,0    | 9       | 0,0     | 511    | 0,1    |
| Moneragala   | 448.142   | 423.972       | 94,6          | 9.783              | 2,2                | 4.590            | 1,0              | 9.552   | 2,1   | 109     | 0,0     | 46      | 0,0     | 10     | 0,0    | 1       | 0,0     | 79     | 0,0    |
| Ratnapura    | 1.082.277 | 942.244       | 87,1          | 54.658             | 5,1                | 62.595           | 5,8              | 21.550  | 2,0   | 325     | 0,0     | 270     | 0,0     | 28     | 0,0    | 22      | 0,0     | 585    | 0,1    |
| Kegalle      | 836.603   | 715.723       | 85,6          | 20.250             | 2,4                | 41.468           | 5,0              | 57.952  | 6,9   | 577     | 0,1     | 168     | 0,0     | 37     | 0,0    | 4       | 0,0     | 424    | 0,1    |